# 磨損作用 (牙科)
磨損作用（abrasion），牙科上稱為牙磨損，指受外來元素形成的機械力（mechanical forces），導致牙齒結構脫落。外來元素包括牙刷、牙籤、牙線等。